# Graham, Missouri
Graham är en ort i Nodaway County i Missouri. Vid 2010 års folkräkning hade Graham 171 invånare.